# Elezioni presidenziali in Germania del 1932
Le elezioni presidenziali tedesche del 1932 si tennero il 13 marzo (I turno) e il 10 aprile (II turno). Furono le seconde consultazioni presidenziali della Repubblica di Weimar e videro la riconferma del maresciallo Paul von Hindenburg.

## Principali avvenimenti

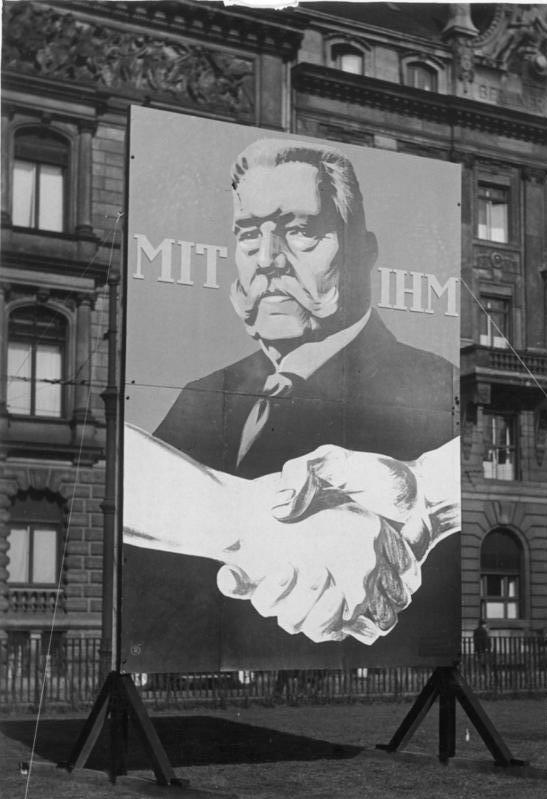
Manifesto elettorale a favore di Hindenburg (1932)

La grande depressione fu lo spartiacque della prima presidenza Hindenburg. Negli anni precedenti alla crisi del 1929, la politica estera di riconciliazione con le potenze vincitrici del cancelliere e poi ministro degli esteri Gustav Stresemann aveva creato le condizioni per una vigorosa ripresa dell'economia tedesca. Il Piano Dawes (1924) aveva subordinato il ritmo dei pagamenti delle riparazioni di guerra stabilite con il Trattato di Versailles (1919) alla loro sostenibilità e aveva favorito l'afflusso di capitali stranieri. Il Patto di Locarno (1925), l'ammissione della Germania alla Società delle Nazioni (1926) e una maggiore stabilità politica sembravano aver posto fine al dopoguerra.
L'economia tedesca però dipendeva più di quella degli altri Paesi europei dai rapporti commerciali e finanziari con gli Stati Uniti in forza dei piani Dawes e Young (1929). La grande crisi causò un'ondata di disoccupazione, che divenne terreno fertile per la propaganda nazista diretta da Joseph Goebbels. L'inefficacia della politica economica del cancelliere Heinrich Brüning suscitò il timore che l'inflazione del 1923 potesse ripetersi e insofferenza verso la democrazia parlamentare, contribuendo a trasformare il Partito Nazista in un partito di massa: i 12 deputati ottenuti al Reichstag (Dieta del Reich, la camera bassa del parlamento) nelle elezioni politiche del maggio 1928 divennero 107 in quelle del settembre 1930.
Al termine del mandato settennale il conservatore Hindenburg, che soffriva di saltuarie crisi di senilità, venne dunque persuaso a ripresentarsi alle elezioni presidenziali della primavera del 1932 come unico candidato in grado di bloccare l'ascesa di Adolf Hitler. Quello che era stato il presidente dell'opposizione nazionalista divenne il candidato dei partiti democratici, inclusi i socialdemocratici, e di quella parte della burocrazia, dell'esercito e dei ceti medi che erano favorevoli a una svolta autoritaria, ma diffidavano dei nazisti.
Nonostante la presenza in lista di un eroe nazionale e del forte rappresentante comunista Ernst Thälmann, Hitler riuscì a prendere il 30,2% dei voti al primo turno e il 36,7% al ballottaggio (che però, nella circostanza, venne affrontato non da due ma da ben tre candidati: Hitler, Hindenburg e Thälmann per l'appunto): ciò era un chiaro segnale di come stesse cambiando il vento politico nel paese.

## Risultati

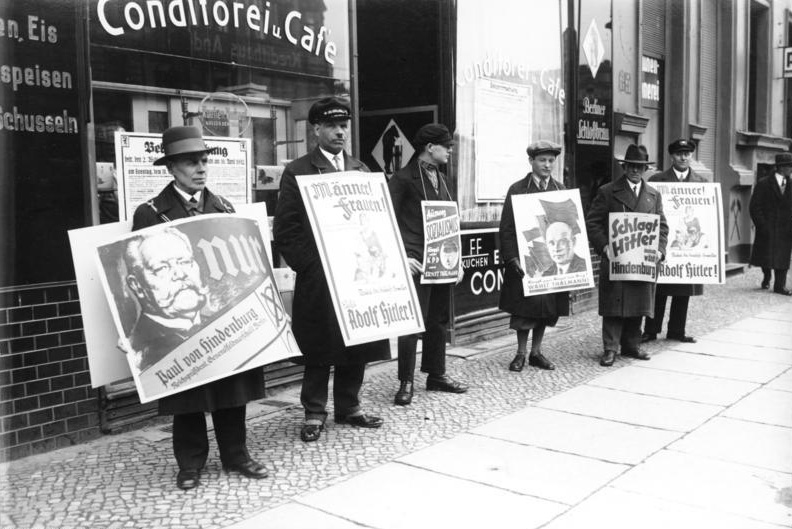
Campagna elettorale a Berlino il 10 aprile 1932

| Candidati              | Candidati           | Liste                                             | I turno    | I turno | II turno   | II turno |
| Candidati              | Candidati           | Liste                                             | Voti       | %       | Voti       | %        |
| ---------------------- | ------------------- | ------------------------------------------------- | ---------- | ------- | ---------- | -------- |
|                        | Paul von Hindenburg | Indipendente                                      | 18.651.497 | 49,6    | 19.359.983 | 53,0     |
|                        | Adolf Hitler        | Partito Nazionalsocialista Tedesco dei Lavoratori | 11.339.446 | 30,1    | 13.418.547 | 36,8     |
|                        | Ernst Thälmann      | Partito Comunista di Germania                     | 4.938.341  | 13,2    | 3.706.759  | 10,2     |
|                        | Theodor Duesterberg | Stahlhelm                                         | 2.557.729  | 6,8     | –          | –        |
|                        | Altri candidati     | Altri candidati                                   | 116.304    | 0,3     | 5.474      | 0,0      |
| Totale                 | Totale              | Totale                                            | 37.603.317 | 100     | 36.490.761 | 100      |
| Elettori/Affluenza     | Elettori/Affluenza  | Elettori/Affluenza                                | 43.949.681 | 85,6    | 44.063.958 | 82,0     |
| Fonte: Nohlen & Stöver |                     |                                                   |            |         |            |          |